# Acroporidae
Acroporidae Verrill, 1902 è una famiglia di madrepore della sottoclasse degli Esacoralli.

## Tassonomia
La famiglia Acroporidae comprende i seguenti generi:
- Acropora Oken, 1815
- Alveopora Blainville, 1830
- Anacropora Ridley, 1884
- Astreopora Blainville, 1830
- Enigmopora Ditlev, 2003
- Isopora Studer, 1878
- Montipora Blainville, 1830